# ليلى إسماعيلوفا
ليلى ريزفانونا إسماعيلوفا (البيلاروسية: Лейла Рызванаўна Ісмаілава، الأذرية: Leyla Rizvan qızı İsmayılova؛ ولدت 28 يوليو 1989) صحفية بيلاروسية مقدمة برامج تلفزيونية وموسيقية، وعارضة من أصل أذربيجاني.

## روابط خارجية
- ليلى إسماعيلوفا على موقع IMDb (الإنجليزية)